# Ленино (Туркестанская область)
Ленино (каз. Ленино) — село в Мактааральском районе Туркестанской области Казахстана. Входит в состав сельского округа Аязхана Калыбекова. Код КАТО — 514483300.

## Население
В 1999 году население села составляло 1293 человека (644 мужчины и 649 женщин). По данным переписи 2009 года, в селе проживало 1506 человек (793 мужчины и 713 женщин).